# Elwood, Indiana
Elwood är en stad (city) i Madison County, och  Tipton County, i delstaten Indiana, USA. Enligt United States Census Bureau har staden en folkmängd på 8 586 invånare (2011) och en landarea på 9,8 km².

## Kända personer från Elwood
- Wendell Willkie, presidentkandidat